# ダトニオ

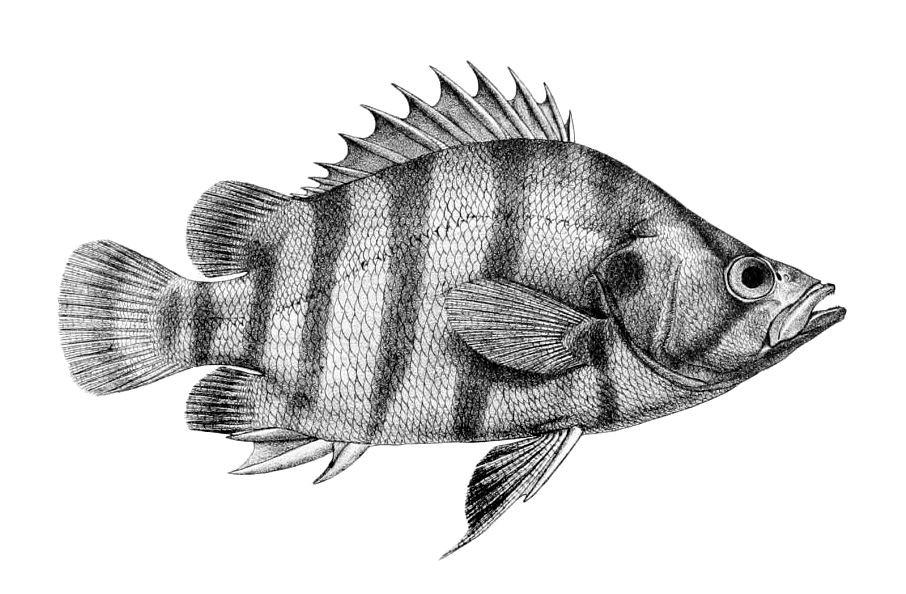
Datnioides polota

ダトニオ、正式名称ダトニオイデス (Datnioides) は、スズキ目・ダトニオイデス科・ダトニオイデス属に分類される魚の総称である。東南アジアの淡水・汽水域に生息する5種のみで1科1属を構成する。

## 特徴
成魚は全長30-60cmに達する。黄色や銀の地に数本の黒い縞模様が入りトラを思わせることから、「タイガーフィッシュ」とも呼ばれる。体は側扁して体高が高くイシダイに似るが、口が大きく下顎が前に突き出るので、顔つきはスズキやアカメに似る。また、第二背鰭と尻鰭の軟条部が後方に伸び、尾鰭が三つあるように見えることから freshwater tripletail とも呼ばれる。なお tripletailは、海生で同様の体形をしているマツダイ（2種）を指す。
植生の多い水域に生息し、湿地（氾濫原）・水没林・マングローブなどに多い。食性は肉食性が強く、小魚・甲殻類・昆虫類などを捕食する。また、若魚は横になって泳ぐなどし、落ち葉に擬態する。

## 分類
マツダイ科とダトニオイデス科は共有派生形質の可能性のある独特な歯の置換様式を共有しており、後外側歯置換に基づいてヒゲダイ属、マツダイ属とともにニザダイ目(Acanthuriformes)に分類されるべきであるとの指摘もある。

## 構成種
ダトニオイデス属 Datnioides 
シャム・タイガー(カンボジア・タイガー) Datnioides pulcher Kottelat, 1998 (Siamese tigerfish)
体長40cm。タイ、カンボジアのメコン川、チャオプラヤ川、トンレサップ湖に生息する。古くから知られていたダトニオで、最も人気が高く珍重される種である。明るい黄色の地肌に太い6本の縞模様が入る。なお、タイ産の本種は乱獲と開発により減少したために捕獲が規制されており、流通するのはカンボジア産の個体が主流である。カンボジア産の個体は縞模様の縁が明瞭で、背びれの棘の部分に縞模様がかかるという違いがあり、シャム・タイガーと区別してカンボジア・タイガーと呼ばれる。大型の個体はアジアアロワナ並みの高値で取引される。
ボルネオ・タイガー(スマトラ・タイガー) Datnioides microlepis Bleeker, 1853 (Indonesian tigerfish) (インドネシア・タイガー)
体長45cm。インドネシアのボルネオ島、スマトラ島に生息する。ボルネオ産の個体は D. pulcher よりも一本多い7本の縞模様から「ダトニオ・プラスワン」、スマトラ産の個体は4番目の縞模様が不明瞭で一見 D. pulcher と同じ6本の縞模様に見えることから「ダトニオ・リアルバンド」とも呼ばれている。 希少な D. pulcher に比べて生息数が多いことから、ダトニオとしてはポピュラーな存在である。
ニューギニア・タイガー(ニューギニア・ダトニオ) Datnioides campbelli Whitley, 1939
全長40cm以上に成長。ニューギニア島のインドネシア領ローレンツ川からパプア・ニューギニア領キコリ川にかけて生息する。汽水にも生息するが、純淡水で飼育可能。縞模様の縁が不明瞭で、地肌の部分にもしみのように黒い発色がある。
メコン・タイガー(フォーバータイガー) Datnioides undecimradiatus (Roberts et Kottelat, 1994) (Mekong tiger perch)
体長25cm。タイ、カンボジアのメコン川に生息する 小型のダトニオ。同じ河川のpulcher種より上流の流れのある部分に多い。縞模様の数は6本であるが、D. pulcher に比べると縞模様が細く、地肌の黄色も薄い。別名の「フォーバータイガー」は頭部と尾びれの縞を除いた4本の縞模様から。タイ水産省は1982年以来養殖に成功している。
メニーバー・タイガー(シックスバンドタイガー) Datnioides polota (Hamilton, 1822)
全長40cm程度。インド、マレーシア、インドネシアの汽水域に生息する。 地肌は銀色でイシダイに似る。D. quadrifasciatus (Sevastianof, 1809) はシノニムである。